# Biss (rivière)
Pour les articles homonymes, voir Biss.
La rivière Biss est une petite rivière dans le Wiltshire, en Angleterre et est un affluent de la rivière Avon. Son nom est d'origine incertaine; il viendrait du mot bisa du vieux norrois, ce qui signifie « travailler ».

## Parcours
La rivière prend sa source près d’Upton Scudamore sur le côté ouest de la plaine de Salisbury, à Biss Bottom sous le nom de Biss Brook (ruisseau Biss), et coule vers le nord traversant Westbury vers Trowbridge.
L'église baptiste de North Bradley se trouve à proximité de la rivière Biss et, au XIXe siècle, les baptêmes avait lieu dans la rivière avec plus de 2 000 personnes présentes; le pont est encore appelé «The Baptising».
La rivière entre dans le centre de Trowbridge du sud-est via le Biss Meadows Country Park. Bien que semi-urbain, le parc du comté a une faune très riche et inclut des zones de trois habitats prioritaires du Plan d'action pour la biodiversité au Royaume-Uni). Le parc est une plaine inondable importante ainsi qu'un espace d'agrément. Au-delà de Biss Meadows, il contourne un étang (rénové en 2012 par les Amis), passe un barrage, puis l’extension du parking de Tesco (en 1993, la rivière a été détournée) puis coule sous la double chaussée du comté de Way.
Elle traverse ensuite le parc de la ville, où un petit lac peuplé de sauvagines, avant de passer derrière les magasins et les bâtiments industriels de Riverside Walk qui fut inauguré en 1993 par le duc d'Édimbourg. La promenade est maintenant en grande partie un chemin de tarmac envahi pour la végétation pour lequel des améliorations ont été suggérées. Avant de quitter le centre de Trowbridge, la Biss coule sous le pont de la ville à peu près à l'emplacement d'origine de la traversée de la rivière qui donne son nom au village. Dans ce secteur, la rivière abrite des nénuphars jaunes appelé localement « Brandy Bottle » (bouteille de brandy) d’après la forme de son fruit et son odeur caractéristique.
Bien que Trowbridge soit une ancienne ville où on fabriquait des étoffes de laine, pour lesquels l'approvisionnement en eau était nécessaire, le Biss n'a jamais été suffisamment importante pour satisfaire les besoins de l'industrie. Cependant, il y eut une tentative pour approvisionner la ville. La société des eaux de Trowbridge fut constituée et l'eau courante fut disponible dans la ville le 30 septembre 1874. L’approvisionnement fut insuffisant, cependant, et l'entreprise fit faillite. La société avait des locaux dans la rue Waterworks, qui est maintenant un quartier résidentiel.
En quittant le centre-ville, la Biss continue vers le nord à travers la région de Ladydown en direction de Bradford on Avon, où elle est un lieu populaire pour les canoéistes. Elle est traversée par le canal de Kennet et Avon par le pont-canal de Biss avant de se jeter dans la rivière Avon dans le bois de Widbrook, au sud de Staverton. Là-bas, des péniches étroites sont mises à disposition pour la location.

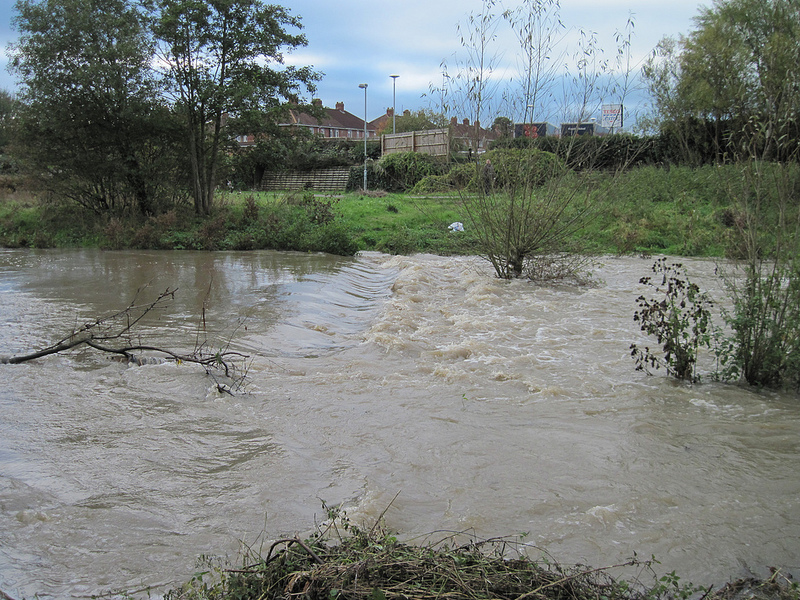
La rivière Biss en crue débordant du déversoir
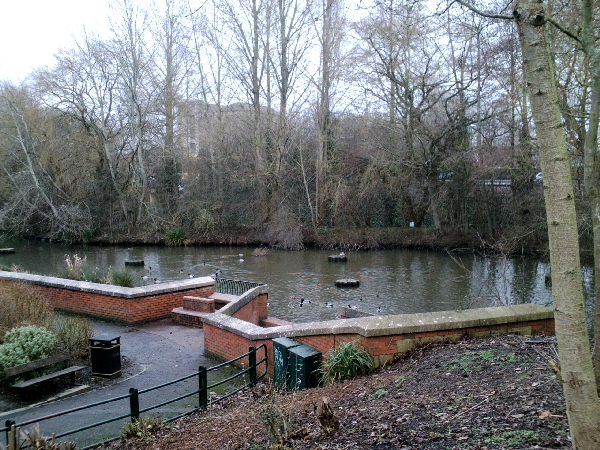
Le lac dans le parc de la ville de Trowbridge